# Anthony Lovrich
Anthony Lovrich, né le 5 décembre 1961 à Perth, est un rameur d'aviron australien. 

## Carrière
Anthony Lovrich participe aux Jeux olympiques de 1984 à Los Angeles et remporte la médaille d'argent avec le quatre de couple australien composé de Gary Gullock, Timothy McLaren et Paul Reedy.